# Cinnyris regius
Cinnyris regius е вид птица от семейство Nectariniidae.